# 모동면
모동면(牟東面)은 대한민국 경상북도 상주시의 면이다.

## 행정 구역
- 덕곡리
- 이동리
- 용호리 (면소재지)
- 금천리
- 신천리
- 신흥리
- 상판리
- 반계리
- 정양리
- 수봉리

## 역대 면장
- 1대 김재희 (미상 ~ 미상)
- 2대 황재홍 (미상 ~ 미상)
- 3대 권중관 (미상 ~ 미상)
- 4대 신상학 (미상 ~ 미상)
- 5대 백상현 (미상 ~ 미상)
- 6대 전병욱 (미상 ~ 미상)
- 7대 황의경 (미상 ~ 미상)
- 8대 황복주 (1945.8.20 ~ 1946.2.28)
- 9대 이의현 (1946.3.1 ~ 1949.3.19)
- 10대 이태용 (1949.3.20 ~ 1953.5.4)
- 11대 조동신 (1953.5.5 ~ 1956.8.9)
- 12대 조동신 (1956.8.10 ~ 1959.9.22)
- 13대 이의현 (1959.9.23 ~ 1960.6.14)
- 14대 황욱연 (1960.6.15 ~ 1960.12.26)
- 15대 정한영 (1961.1.1 ~ 1961.6.20)
- 16대 황정주 (1961.7.9 ~ 1962.10.24)
- 17대 조돈희 (1962.10.25 ~ 1963.3.11)
- 18대 황정주 (1963.3.12)
- 19대 김유환 (1969.3.5 ~ 1972.12.22)
- 20대 신경희 (1972.12.23 ~ 1975.5.25)
- 21대 노만식 (1975.5.26 ~ 1975.7.10)
- 22대 채윤기 (1975.7.11 ~ 1980.4.6)
- 23대 김이수 (1980.4.7 ~ 1983.2.3)
- 24대 박욱화 (1983.2.4 ~ 1986.8.24)
- 25대 김영환 (1986.8.25 ~ 1990.1.5)
- 26대 조진연 (1990.1.6 ~ 1992.1.1)
- 27대 조용규 (1992.1.2 ~ 1993.6.18)
- 28대 김응환 (1993.6.19 ~ 1994.6.30)
- 직무대리 송이식 (1994.7.1 ~ 1994.12.31)
- 29대 김성돈 (1995.1.1 ~ 1996.2.24)
- 30대 엄희용 (1996.2.25 ~ 1997.7.10)
- 31대 황규성 (1997.7.11 ~ 1998.10.18)
- 32대 노철호 (1998.10.19 ~ 2002.8.4)
- 33대 인경연 (2002.8.5 ~ 2004.8.29)
- 34대 이재룡 (2004.8.30 ~ 2007.2.27)
- 35대 이재균 (2007.2.28 ~ 2008.8.12)
- 36대 최건수 (2008.8.13 ~ 2009.7.1)
- 37대 민경덕 (2009.7.2 ~ 2010.8.20)
- 38대 권용훈 (2010.8.21 ~ 2012.1.20)
- 39대 김석용 (2012.1.21 ~ 2013.7.22)
- 40대 황준하 (2013.7.23 ~ 2015.7.12)
- 41대 이종현 (2015.7.13 ~ 2017.7.12)
- 42대 김석희 (2017.7.13 ~ 2018.12.31)
- 43대 이창희 (2019.1.1 ~ 2020.6.30)
- 44대 이종진 (2020.7.1 ~ 2022.1.6)
- 45대 윤해성 (2022.1.7 ~ 2022.12.31)
- 46대 정해수 (2023.1.1 ~ 2023.12.31)
- 47대 이상윤 (2024.1.1 ~ 현재)